# Brigade organique polyvalente
Les Brigade Organique Polyvalente (en français : Brigades organiques polyvalentes, en espagnol : Brigadas Orgánicas Polivalentes BOP) sont les brigades de l'armée espagnole prévues par la directive 08/12 du chef d'état-major de l'armée de terre,:53-79.
Le plan recherche des forces multirôles pour faciliter les rotations dans les missions internationales et vise à optimiser les capacités opérationnelles pour les scénarios de menaces hybrides de guerre conventionnelle et asymétrique.
Huit brigades organiques polyvalentes sont prévues, dont quatre avec deux bataillons d'infanterie avec des véhicules de combat à roues (VCR) 8×8, un bataillon d'infanterie légère avec capacité aéroportée et une unité de reconnaissance, et les quatre autres avec un bataillon de chars, un bataillon d'infanterie avec des véhicules de combat d'infanterie chenillés Pizarro, un avec le VCR 8×8, une unité aéroportée légère et une unité de reconnaissance:69-73.

## Motivation
La structure de l'armée avant cette réorganisation comptait l'équivalent de dix grandes unités de la taille d'une brigade, y compris le quartier général des troupes de montagne, plus les unités de garnison de Ceuta, Melilla et des îles Baléares. Ces dix brigades étaient de composition très variée, et le nombre croissant de déploiements internationaux de l'armée exigeait la rotation de toutes ces brigades. En raison des différences entre les différentes brigades et du manque d'équipement de certaines d'entre elles, il a souvent été nécessaire de combiner des unités et des moyens provenant de différentes brigades afin de former des groupements équilibrés et cohérents.

Unités de manœuvre de l'armée espagnole avant la réorganisation de 2015

La mission première des forces armées doit toujours être la défense de la nation, ce qui signifie qu'elles doivent disposer de forces qui, indépendamment des besoins de la coopération internationale, fournissent une capacité de dissuasion crédible face aux menaces extérieures. En même temps, l'utilisation la plus fréquente de ces forces aujourd'hui sera dans les opérations de maintien de la paix et de sécurité, le plus souvent dans des conflits asymétriques qui peuvent exiger des capacités très différentes de celles nécessaires à la défense nationale:56.
L'analyse de la situation stratégique du CESEDEN conclut que les menaces futures seront de nature hybride, combinant guerre conventionnelle et confrontation asymétrique. On s'attend à ce que l'adversaire combine dans certains cas des attaques conventionnelles avec du terrorisme, de la propagande et des cyberattaques, et que dans la plupart des cas, il sera nécessaire de déployer des forces terrestres pour combattre l'ennemi et protéger la population civile. Ces forces auront besoin d'un soutien en matière de feu, de mobilité et de logistique, et pourront également nécessiter des interventions de forces d'opérations spéciales. Les unités de l'armée de terre devront être capables de se défendre contre les menaces à tous les niveaux et d'y répondre, et devront être flexibles et adaptables, en minimisant à la fois leurs propres pertes et les dommages collatéraux:60-64. 

## Création des Brigades Organiques Polyvalentes
La motivation décrite ci-dessus est la raison pour laquelle l'armée a décidé de mettre en œuvre une nouvelle organisation des forces qui transforme les brigades spécialisées en brigades organiques polyvalentes. La polyvalence est une réponse à l'incertitude de ce que seront les scénarios des opérations futures, avec la nécessité d'assurer une formation au combat pour tous les types d'unités et à tous les niveaux. La réforme vise à donner à chaque brigade la capacité d'agir efficacement à tous les niveaux possibles de conflit, tant dans la défense du territoire national que dans les opérations internationales. Toutes les spécialisations de la brigade doivent être prêtes à remplir des rôles secondaires en cas de besoin, par exemple lorsque leur rôle principal ou leurs ressources ne sont pas nécessaires dans l'opération en cours:64-65 .
Dans l'organisation précédente de l'armée de terre, il existait plusieurs modèles de brigades spécialisées (parachutistes, de montagne, aéroportées, légères, blindées, mécanisées, de cavalerie...), tandis que dans la nouvelle organisation, il y aura des brigades aux capacités plus complètes et similaires. Il est également prévu que les capacités requises soient organiques à la brigade afin que celle-ci n'ait pas fréquemment besoin de renforts d'autres unités pour compléter les capacités requises pour son déploiement, quelle que soit l'intensité du conflit et l'environnement opérationnel prévu. Cela ne signifie pas qu'à l'occasion, les brigades ne peuvent pas être renforcées, par exemple par un bataillon blindé ou un détachement d'hélicoptères, pour améliorer leurs capacités si le scénario l'exige:65-66.

Organisation d'une brigade organique polyvalente de modèle 1

Organisation d'une brigade organique polyvalente de modèle 1

La réorganisation répartit les groupes de l'ancienne brigade de cavalerie Castillejos de sorte que chaque brigade dispose d'un groupe de cavalerie, dissout la brigade d'infanterie légère «San Marcial» n.° 5 et le quartier général des troupes de montagne «Aragón», ajoute un bataillon d'infanterie légère aux anciennes brigades mécanisées et blindées, et recrée la brigade Aragón qui combine les bataillons d'infanterie de la Jefatura avec d'autres unités de Castillejos et San Marcial. Le résultat est huit brigades de deux modèles différents. La première, légère ou à roues, compte quatre unités de manœuvre : trois bataillons d'infanterie et un groupe de cavalerie, tandis que la seconde, lourde ou à chenilles, compte cinq unités de manœuvre : quatre d'infanterie, dont un bataillon de chars, et un de cavalerie. En outre, chaque brigade dispose d'un groupe mixte d'artillerie de campagne et anti-aérienne, d'un bataillon de sapeurs, d'un groupe logistique et d'un bataillon de quartier général. Les unités d'artillerie et de sapeurs seront équipées de matériels hétérogènes afin de pouvoir soutenir toutes les unités de la brigade dans tout type de déploiement. L'une des nouveautés de la réorganisation est la création de régiments blindés dans les brigades lourdes qui abritent un bataillon d'infanterie de chars et un groupe de cavalerie. Bien qu'il eût été souhaitable que les deux modèles de brigade aient le même nombre et le même type d'unités, y compris un bataillon de chars ou un bataillon de chasseurs de chars dans le premier modèle, les réalités budgétaires ne l'ont pas permis:68-70. 
Si la mission première de l'armée de terre est la défense du territoire, la nouvelle organisation facilite également les tâches expéditionnaires à l'appui des opérations des Nations unies, de l'Union européenne et de l'OTAN. Les quatre brigades de chacun des deux modèles permettront une rotation des unités qui permettra à deux brigades (une de chaque modèle) d'avoir des unités déployées dans des opérations multinationales en cours, à deux brigades dans un état de préparation élevé et aux quatre autres dans un état de récupération, de préparation et d'entraînement en tout temps. Les déploiements à l'étranger ne devraient pas durer plus de six mois tous les deux ans au maximum:66-67 . 
Les quatre brigades lourdes feront partie de la division "San Marcial" et trois des brigades légères feront partie de la division "Castillejos", toutes deux nouvellement créées. La quatrième brigade légère relèvera du commandement des îles Canaries. La possibilité de former un groupement parachutiste à partir des unités de la brigade d'Almogavares et un groupement de montagne à partir des unités de la brigade d'Aragon sera préservée. A l'avenir, il est prévu que les bataillons de brigade lourde équipés de M113 et deux bataillons d'infanterie de chacune des brigades légères soient équipés de la version véhicule de combat d'infanterie (VCI) du RCV 8x8, d'autres versions spécialisées de reconnaissance (SCV) et de sapeur (SCZ) remplaçant les SCV, M113 et BMR-600 utilisés par les groupes de cavalerie et les bataillons de sapeurs:69-73.

Unités de manœuvre de l'armée espagnole après la réorganisation de 2015

## Les brigades
Les brigades sont les suivantes, :
- Brigade «Aragón» n.° 1, BOP I
- Brigade de la Légion Rey Alfonso XIII, BOP LEG II
- Brigade d'infanterie parachutiste, BOP PAC VI
- Brigade d'infanterie légère aéromobile nr. 7, BOP VII
- Brigade d'infanterie mécanisée nr. 10, BOP X
- Brigade d'infanterie mécanisée nr. 11, BOP XI
- Brigade d'infanterie blindée nr. 12 BOP XII
- Brigade «Canarias» n.° 16 BOP XVI